# Coupe du monde junior de football américain
La Coupe du monde junior de football américain est une compétition internationale de football américain qui se déroule ordinairement tous les deux ans. Cette compétition, créée en 1999 est organisée par l'IFAF (Fédération internationale de football américain).

## Palmarès
| 2009 | États-Unis | États-Unis | 41-3  | Canada     | Japon   | 42-27 | Mexique  |
| 2012 | États-Unis | Canada     | 23-17 | États-Unis | Japon   | 7-0   | Autriche |
| 2014 | Koweït     | États-Unis | 40-17 | Canada     | Mexique | 31-30 | Autriche |
| 2016 | Chine      | Canada     | 24-6  | États-Unis | Mexique | 24-7  | Japon    |
| 2018 |            |            | -     |            |         | -     |          |

## Bilan
| Rang | Pays       | Médaille d'or | Médaille d'argent | Médaille de bronze |
| ---- | ---------- | ------------- | ----------------- | ------------------ |
| 1    | États-Unis | 2             | 2                 | 0                  |
| 2    | Canada     | 2             | 2                 | 0                  |
| 3    | Mexique    | 0             | 0                 | 2                  |
| 4    | Japon      | 0             | 0                 | 2                  |